# Wacławice
Wacławice – wieś w Polsce położona w województwie podkarpackim, w powiecie przemyskim, w gminie Orły.
W latach 1975–1998 miejscowość administracyjnie należała do województwa przemyskiego.

## Części wsi
| SIMC    | Nazwa        | Rodzaj     |
| ------- | ------------ | ---------- |
| 0607682 | Pod Drohojów | przysiółek |
| 0607653 | Podlas       | część wsi  |
| 0607660 | Szajbówka    | część wsi  |
| 0607676 | Warszawa     | część wsi  |

Jedna z najmłodszych miejscowości na Podkarpaciu – powstała (tak jak i Orły) w latach 20. XX wieku. 1 października 1927 utworzono gminę jednostkową Wacławice z części rozparcelowanej gminy Trójczyce.
Znajduje się tu kościół parafialny pw. NMP Królowej Polski zmodernizowany i rozbudowany w 2004. Parafia rzymskokatolicka istnieje od 1923 i należy do dekanatu Radymno I.